# AD Flying Boat
El hidroavión A.D. Flying Boat fue uno de los primeros aviones producidos en cantidades significativas por la compañía Pemberton-Billing Ltd., fundada por Noel Pemberton-Billing y que, a partir de 1916, comenzó a ser conocida como Supermarine Aviation Works. Este hidroavión derivaba de un diseño del teniente Linton Hope para el Departamento aéreo del Almirantazgo británico.

## Historia, diseño y notas
Su núcleo estructural era un casco ligero con cabinas abiertas en tándem para el piloto y el observador. Montadas en el casco se hallaban dos alas de envergaduras disimilares y una unidad de cola biplana, con un único motor en configuración impulsora montado bajo el plano superior.
Se construyeron un total de 29 ejemplares (incluidos dos prototipos), que recibieron diferentes plantas motrices. La mayoría de ellos fueron almacenados al salir de las líneas de montaje y en 1919 Supermarine readquirió 19 al Almirantazgo para convertirlos en transportes civiles, de tres o cuatro plazas y propulsados por el motor Beardmore de 160 cv. Los hidroaviones resultantes fueron denominados genéricamente bajo el nombre de Supermarine Channel I. Estos aparatos y otras conversiones fueron más tarde vendidos a las Bermudas (5), Japón (3), Nueva Zelanda (1), Noruega (9) y Suecia (1), y posiblemente otros cuatro ejemplares a otros países. Algunos aparatos construidos o remotorizados con el Siddeley Puma de 240 cv recibieron la designación Channel II.

## Operadores
- Reino Unido: RNAS (Royal Navy Air Service)
- Japón
- Noruega
- Nueva Zelanda
- Suecia

## Especificaciones

### Características generales
- Tripulación: 2 (piloto, observador)
- Longitud: 9,32 m
- Envergadura: 15,34 m
- Altura: 3,99 m
- Superficie alar: 44,50 m²
- Peso vacío: 1.138 kg
- Peso máximo al despegue: 1.618 kg
- Planta motriz: 1×  hispano-Suiza.
  - Potencia: 110 kW (147 HP; 149 CV)

### Rendimiento
- Velocidad máxima operativa (Vno): 160 km/h a 610 m s. n. m.
- Velocidad crucero (Vc): 145 km/h a 3050 m.s.n.m.
- Alcance: 720 km
- Techo de vuelo: 3.355 m

### Armamento
- Ametralladoras: 1× Ametralladora Lewis de 7,7 mm en afuste móvil en puesto del observador.

## Listas relacionadas
- Anexo:Hidroaviones y aviones anfibios